# Ermida de São João Batista (Ponta Delgada)
A Ermida de São João Baptista, também conhecida por Ermida do Pico do Meio Dia, é uma ermida portuguesa localizada no Pico do Meio Dia, lugar de Ponta Delgada, concelho de Santa Cruz das Flores, ilha das Flores, arquipélago dos Açores.
Esta ermida erigida sob a evocação de São João Batista no Pico do Meio Dia, acabou devido a esse facto por ser conhecida pelo nome da elevação onde foi erigida, nome curioso que lhe foi atribuído pelo facto de se localizar a Sul e numa posição que é atingida pelo sol ao meio dia solar.
Esta ermida foi inaugurada no dia 13 de Agosto do ano de 1978 e junto com um Cruzeiro de betão ali benzido no dia 27 de Setembro do ano de 1970 dão lugar à Festa de São João, celebrada em Setembro de cada ano e é uma das mais conhecidas da ilha das Flores.